# Kantemir Balagov
Kantemir Arturovich Balagov (en russe : Кантемир Артурович Балагов), né le 28 juillet 1991 à Naltchik (URSS), est un réalisateur tcherkesse.

## Biographie
Né en 1991 à Naltchik, capitale de la République autonome de Kabardino-Balkarie, dans le Caucase du Nord, Kantemir Balagov quitte la ville pour Stavropol où il commence des études d'économie. Mais il les interrompt à 23 ans pour rejoindre l'Atelier de cinéma d'Alexandre Sokourov en Kabardino-Balkarie au sein de l'université de Naltchik fondée et dirigée par Alexandre Sokourov. Une des co-étudiantes de la même année est la future réalisatrice Kira Kovalenko. Il y réalise trois courts métrages, dont le documentaire Andrioukha (2014) et Moi en premier (2015), son film de fin d'études. Son premier long métrage, Tesnota, une vie à l'étroit (Теснота), inspiré d'un fait divers réel (l'enlèvement d'une fiancée à la veille de son mariage), se fait remarquer par son ton amer, son style très personnel et son sens de l'espace (tout y est à l'étroit, comme l'indique le sous-titre). Ce film atypique lui vaudra le prix FIPRESCI au Festival de Cannes 2017 ainsi que le Grand Prix du Jury et le Prix d'Interprétation Féminine au Festival Premiers Plans d'Angers 2018.
Il remporte le Prix de la mise en scène de la section Un certain regard au Festival de Cannes 2019 pour le film Une Grande Fille.
Les trois meilleurs films du cinéma soviétiques sont, selon Kantemir Balagov, : Quand passent les cigognes (1957) de Mikhaïl Kalatozov, Mon ami Ivan Lapchine (1984) d'Alexeï Guerman et Vols entre rêve et réalité (1982) de Roman Balaïan.

## Filmographie

### Réalisateur

#### Courts et moyens métrages
- 2014 : Moi en premier (Первый я, Pervyy ya)
- 2015 : Andrioukha (Андрюха) (documentaire)
- 2015 : Encore jeune (Молодой ещё, Molodoï eschyo)

#### Longs métrages
- 2017 : Tesnota, une vie à l'étroit (Теснота)
- 2019 : Une grande fille (Дылда, Dylda)

### Scénariste
N.B. : Kantemir Balagov est scénariste de tous ses films
- 2016 : Sofichka (Софичка) de Kira Kovalenko

### Directeur de la photographie
- 2014 : Moi en premier (Первый я, Pervyy ya)
- 2015 : Andrioukha (Андрюха) (documentaire)
- 2015 : Encore jeune (Молодой ещё, Molodoï eschyo)

### Monteur
- 2017 : Tesnota, une vie à l'étroit (Теснота)

## Récompenses et distinctions
Tesnota a remporté six prix et a été nommé à huit reprises dont :
- Festival de Cannes 2017 : Un certain regard : Prix FIPRESCI pour Tesnota
- Festival de Cannes 2019 : Un certain regard : Prix de la mise en scène pour Une grande fille

### Autres récompenses
- (en) Kantemir Balagov: Awards, sur l'Internet Movie Database